# Präsidentenpalast (Zagreb)
Der Präsidentenpalast in Zagreb (kroatisch: Predsjednički dvori), auch mit dem Metonym Pantovčak bezeichnet, ist seit Ende 1991 der offizielle Amtssitz des Präsidenten Kroatiens und befindet sich in Pantovčak, Zagreb. Der Präsident residiert jedoch nicht in dem Gebäude, sondern es dient stattdessen als Unterbringung des Büros des Präsidenten, während der Präsident während der Dauer seiner Amtszeit weiterhin in seiner Privatresidenz wohnt.
Dennoch finden in der Regel unter anderem Begrüßungszeremonien für ausländische Staatsgäste, staatliche Veranstaltungen zum Gedenken an nationale Feiertage und Konsultationen mit Führern parlamentarischer Parteien während der Regierungsbildungsprozesse nach der Wahl im Palast statt. Darüber hinaus ist es mittlerweile üblich, dass der scheidende Präsident und der designierte Präsident am letzten Tag seiner Amtszeit ein bilaterales Treffen und eine gemeinsame Pressekonferenz im Palast abhalten, bevor er oder sie das Palastgelände endgültig verlässt und damit der Beginn der Amtszeit des neuen Präsidenten um Mitternacht bekannt gegeben werden kann.
Die Struktur umfasst 3.700 Quadratmeter (40.000 Quadratfuß) und im Staatshaushalt 2009 waren dafür 54 Millionen Kuna (ca. 7,3 Millionen Euro) vorgesehen. Im Mai 2008 beschäftigte das Büro 170 Mitarbeiter, wobei die maximale Personalstärke in der Verordnung über die interne Organisation des Amtes des kroatischen Präsidenten auf 191 festgelegt wurde.

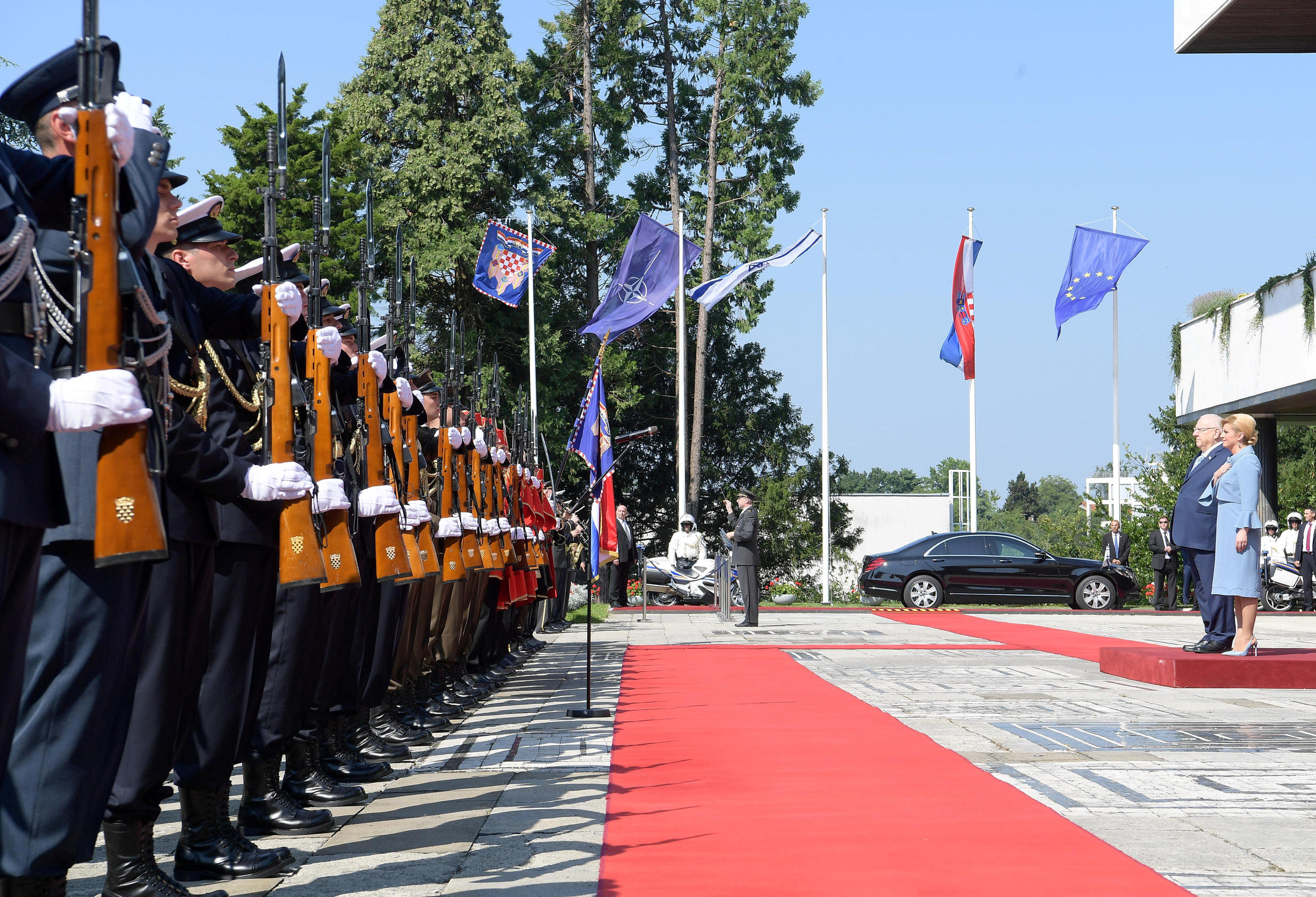
Außenansicht während eines Staatsbesuchs (2018)

## Geschichte
Das Gebäude, früher bekannt als Villa Zagorje oder Titos Villa, wurde von den Architekten Vjenceslav Richter und Kazimir Ostrogović entworfen und 1964 für den ehemaligen jugoslawischen Präsidenten Josip Broz Tito fertiggestellt. Seit dem Umzug von Präsident Franjo Tuđman nach dem Bombenanschlag auf Banski dvori im Oktober 1991, dem bis dahin offiziellen Präsidentenwohnsitz, wurde es als offizieller Arbeitsplatz (und früher als offizieller Wohnsitz) genutzt. Zusätzlich zum ursprünglichen Gebäude gibt es auch einen 3.500 Quadratmeter großen Anbau aus dem Jahr 1993, ein Nebengebäude, in dem die Sicherheitsdienste des Büros untergebracht sind, und einen Luftschutzbunker aus der Zeit vor den 1990er Jahren.

## Pantovčak-Wald
Der Wald und der Park rund um den Palast werden von zahlreichen Tierarten bewohnt, darunter Arten, die in Teilen Kroatiens heimisch sind (Damhirsche, Rothirsche, Füchse, verschiedene Fledermäuse, Eichhörnchen, Wanderfalken, Hohltauben, Europäische Laubfrösche, Europäische Sumpfschildkröten) und auch von Arten, die aus weiter entfernten Teilen der Welt stammen (Dickhornschafe, Pfauen). Von den auf dem Komplexgelände vorkommenden Arten gelten einige als gefährdet.
Anfang 2018 kündigte Präsidentin Kolinda Grabar-Kitarović Pläne an, einen Großteil des Waldes, der derzeit ein Sperrgebiet ist, an die kroatische Regierung zu übergeben, damit er in einen Waldpark umgewandelt werden kann, der für die Öffentlichkeit frei zugänglich wäre.